# Záblatský rybník
Der Záblatský rybník ist ein 305 ha großer Fischteich in der Třeboňská pánev und der sechstgrößte Teich in Tschechien. Er befindet sich westlich des Dorfes Záblatí im Okres Jindřichův Hradec und wird vom Goldenen Kanal und dem Bach Stojčín gespeist. Die Wassertiefe beträgt drei Meter. Der Záblatský rybník fasst 3,35 Mio. m³ Wasser.

## Geschichte
Die Anlegung eines neuen Teiches am Strúha-Kanal bei Záblatí erfolgte 1475 auf Anordnung Zdenko von Sternbergs. 1479 wurde der Bau abgeschlossen.
Nach der Errichtung des Goldenen Kanals erfolgte 1527 der Bau einer steinernen Tarasmauer. Unter Peter IV. von Rosenberg, der den Teich 1513 erwarb, erfolgte eine erste Erweiterung. In den Jahren 1580 bis 1582 erfolgte die Vergrößerung des Teiches auf 338 ha Wasserfläche.